# ジョルジョーネ
ジョルジョーネ（伊: Giorgione、1477年/1478年頃 - 1510年）は、盛期ルネサンスのヴェネツィアで活動したイタリア人画家。ジョルジオーネとも表記される。本名はジョルジョ・バルバレッリ・ダ・カステルフランコ (Giorgio Barbarelli da Castelfranco) 。形容しがたい詩的な作風の画家として知られているが、確実にジョルジョーネの絵画であると見なされている作品はわずかに6点しか現存していないともいわれている。その人物像と作品の記録がほとんど残っておらず、ジョルジョーネは西洋絵画の歴史のなかでももっとも謎に満ちた画家の一人となっている。

## 生涯
ジョルジョ・ヴァザーリの『画家・彫刻家・建築家列伝』の記述以外、ジョルジョーネの生涯はほとんど伝わっていない。『画家・彫刻家・建築家列伝』によれば、ジョルジョーネはヴェネツィアから40kmほど内陸部にあるカステルフランコ・ヴェーネト出身とされている。ジョルジョーネが何歳ごろにヴェネツィアに移住したのかは分からないが、その作風から17世紀のイタリア人バロック画家、伝記作家カルロ・リドルフィ が推測しているように、ジョヴァンニ・ベリーニのもとで修行したと考えられている。そしてその後ジョルジョーネは一生をヴェネツィアで過ごした。
当時の記録によれば、ジョルジョーネの才能は若年の頃から注目されていた。1500年に、ヴァザーリの記述が正しいとすると、わずか23歳のときにヴェネツィア元首 (Doge) アゴスティーノ・バルバリーゴと傭兵隊長コンサルヴォ・フェランテの肖像画を描く画家に選ばれている。1504年には、別の傭兵隊長マッテーオ・コスタンツォを称えるための祭壇画の制作を、生まれ故郷のカステルフランコの聖堂から依頼されている。1507年にヴェネツィア共和国の十人委員会からの注文でドゥカーレ宮殿大ホールの装飾絵画を手がけたとされているが、どういった主題の絵画だったのかは伝わっていない。1507年から1508年にかけて、改築予定だったフォンダコ・デイ・テデスキ（ドイツ商人館 (en:Fondaco dei Tedeschi)）の外装を飾るフレスコ画の制作を、他の芸術家ともども請け負っている。ジョルジョーネには以前にもソランツォ邸、グリマーニ邸などヴェネツィアの大邸宅で、同様なフレスコ画を手がけた経験があった。しかしながらこれらの絵画で現存しているものはほとんどない。

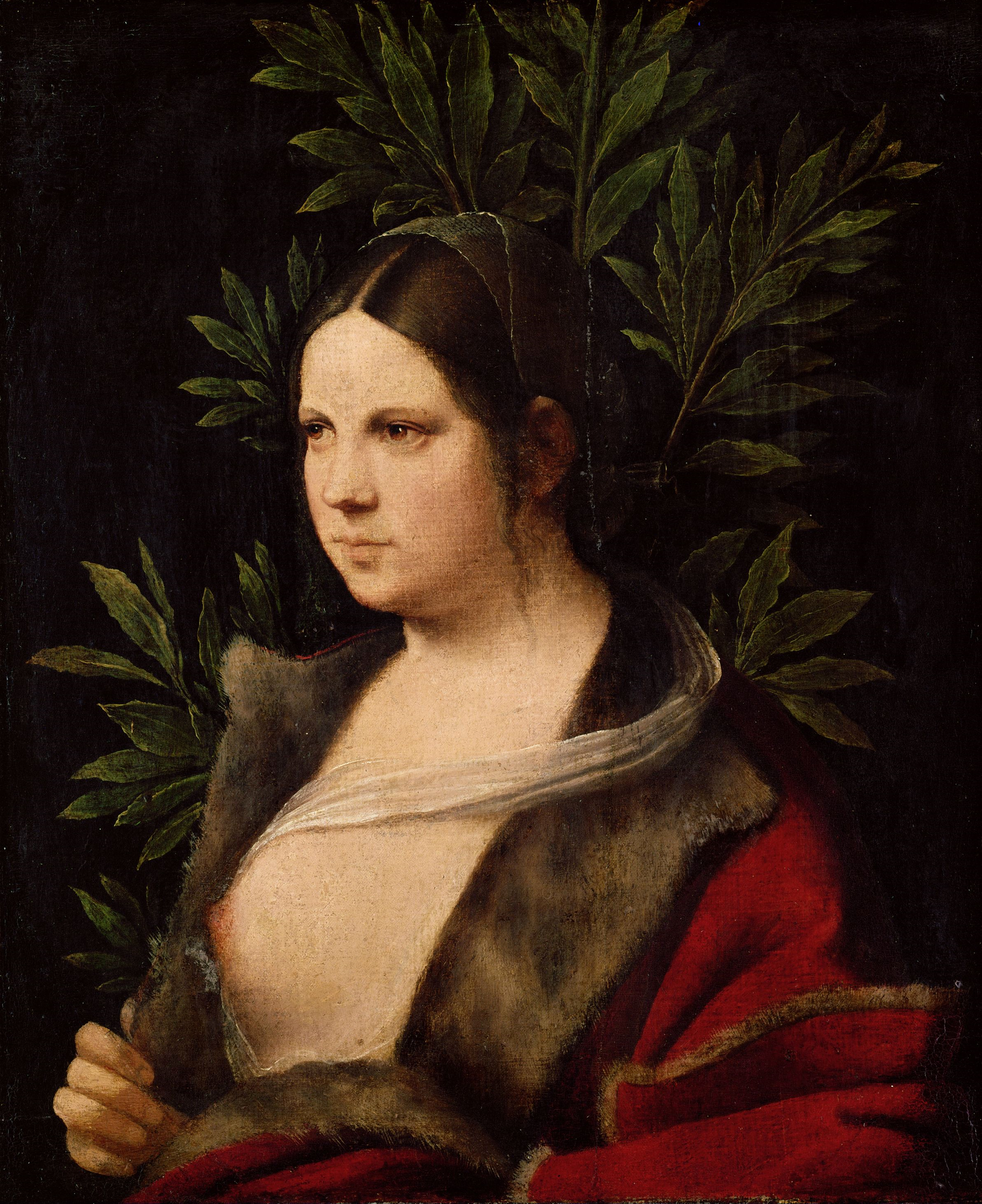
『ラウラ』（1506年）
美術史美術館, ウィーン

ヴァザーリの著述によると、1500年にレオナルド・ダ・ヴィンチがヴェネツィアを訪れ、レオナルドの作品に大きな影響を受けていたジョルジョーネと出会ったとしている。ジョルジョーネは非常に魅力的な人物で、その作品には訴求力と創意あふれる美しさがあり、詩的な哀愁がただよう作風であるという、当時のヴェネツィア人による記録が存在する。その記録では、20年以上前にレオナルドがトスカーナ絵画界に新風を吹き込んだのと同様に、ジョルジョーネのことをヴェネツィア絵画に大きな影響を及ぼし、高めた画家として評価している。それまでの古典的で硬直した表現から絵画を解き放ち、より闊達で熟練した芸術へと導いた画家であるとした。
ジョルジョーネはティツィアーノと深い関わりがある。『画家・彫刻家・建築家列伝』にはジョルジョーネはティツィアーノの師だったという記述があるが、リドルフィは両者ともベリーニのもとで住み込みで修行していた兄弟弟子であるとしている。フォンダコ・デイ・テデスキのフレスコ画をともに手がけ、ジョルジョーネが制作半ばで早世した後に、それらの絵画をティツィアーノが完成させたといわれているが、真偽は未だに大きな議論となっている。
ジョルジョーネは祭壇画や肖像画にも新境地をもたらしている。それまでの絵画に見られた宗教的な意味も古典的な意味も作品に持たせず、音楽的ともいえる叙情的で空想的な表現と色彩で対象を描いた。その天与の才能で同時期の芸術家たちに圧倒的なまでの影響を与え、当時ティツィアーノ、セバスティアーノ・デル・ピオンボ、パルマ・イル・ヴェッキオ、ジョヴァンニ・カリアーニ 、ジュリオ・カンパニョーラ 、ジョルジョーネの師であったとされるジョヴァンニ・ベリーニらが所属していたヴェネツィア派の第一人者となった。そのほか、ジョルジョーネの作風は、モルト・ダ・フェルトレ 、ドメニコ・カプリオーロ、ドメニコ・マンチーニといった画家たちにも大きな影響を与えている。
ジョルジョーネはおそらく腺ペストに感染し、1510年10月に死去した。1510年10月という日付は、イザベラ・デステがヴェネツィアの男友達に送った「ジョルジョーネの絵画を購入して欲しい」という内容の書簡に記載されており、この書簡にはすでにジョルジョーネが死去していることも書かれている。そして一ヵ月後にデステに送られた返信には、ジョルジョーネの作品はいくら金を積んでも入手できなかったことが記されている。
ジョルジョーネの名声と作品は後世の人々をも魅了し続けている。しかし、当時ジョルジョーネの影響を受け、よく似た作風で描かれたほかの画家たちの絵画と、ジョルジョーネ自身が描いた真作とを正確に見分けるのは非常に困難である。100年ほど前にジョルジョーネ風絵画のほぼ全てを精査し、真作の評価を行った「パン・ジョルジョーニズム "Pan Giorgionismus" 」の成果は現在では支持されていないが、現代の美術史家のなかには、現存する作品で間違いなくジョルジョーネの真作である絵画はわずかに6点だけであるとする研究者もいる。

## 作品

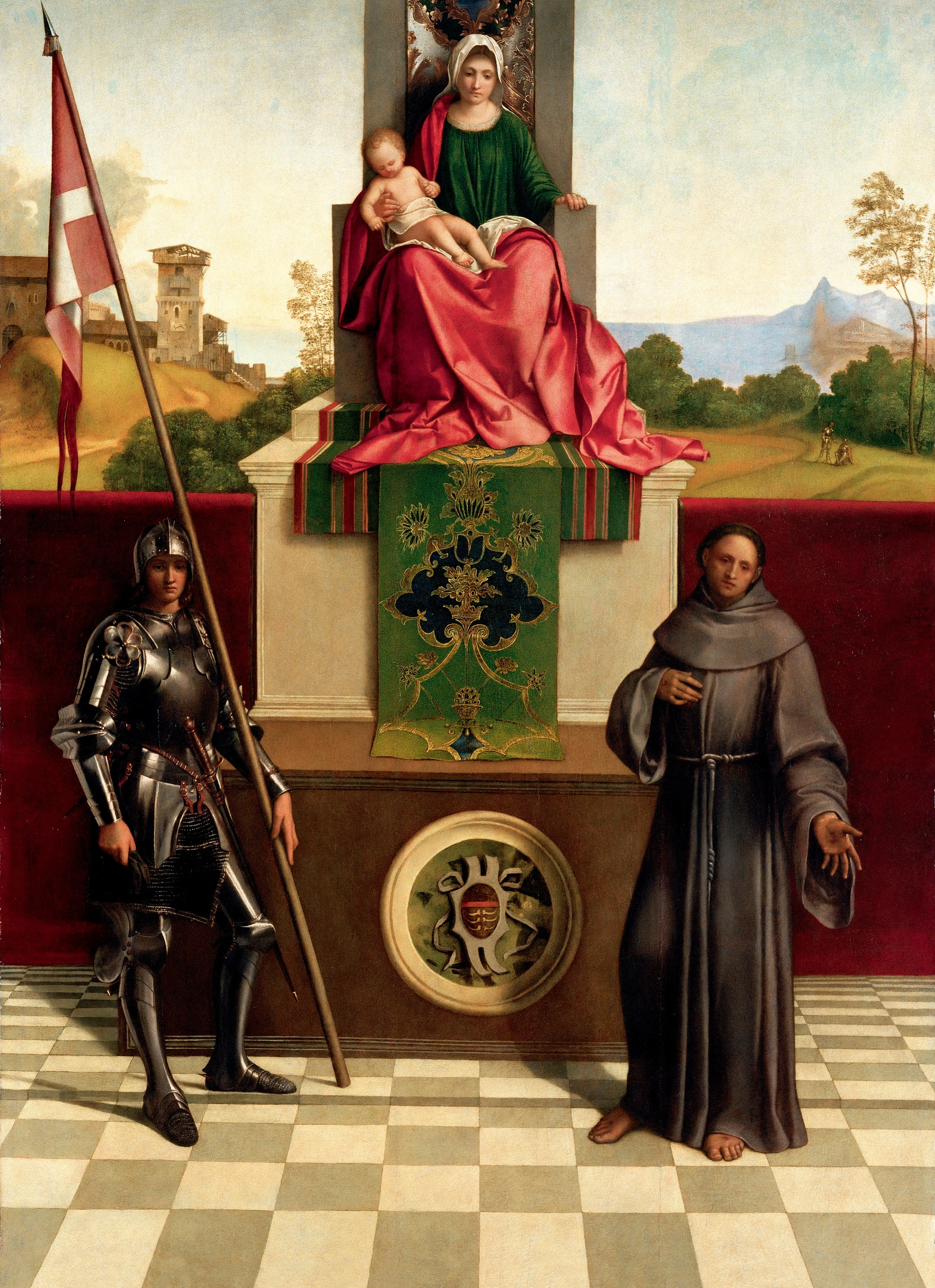
『カステルフランコ祭壇画』（1503年頃）
サン・リベラーレ聖堂（カステルフランコ・ヴェーネト）

生誕地であるカステルフランコ・ヴェーネトのサン・リベラーレ聖堂には1503年ごろに描かれた、玉座の聖母子を中心にして右側に聖リベラーレ、左側に聖フランチェスコを配した、聖会話形式の『カステルフランコ祭壇画（玉座の聖母子と聖リベラーレ、聖フランチェスコ）』がある。この作品の背景にはヴェネツィア絵画の革新ともいえる風景画が描かれており、この技法は師のベリーニを始め多くの画家たちに即座に受け入れられた 。ジョルジョーネは明暗法であるキアロスクーロをより洗練した、微妙な陰影で遠近感を表現するスフマートの技法をレオナルド・ダ・ヴィンチと同時期に使用した画家である。ジョルジョ・ヴァザーリの『画家・彫刻家・建築家列伝』には、ジョルジョーネのスフマートはレオナルド・ダ・ヴィンチの作品を真似たものだという記述がある。しかし、ヴァザーリはヴェネツィアの画家を軽視しており、『画家・彫刻家・建築家列伝』には芸術のあらゆる発展革新はフィレンツェの芸術家の功績であるとする「偏見」が見受けられるため、この記述が正確かどうかはわからない。レオナルドの作品に見られる精緻な色階調は、おそらく装飾写本の技法である微細な点描技術をもとにしており、レオナルドによって最初に油彩画に持ち込まれたものともいわれるが、このようなスフマートの技法は、ジョルジョーネの作品に今なお賞賛される魅惑的な光線描写を与えることとなった。

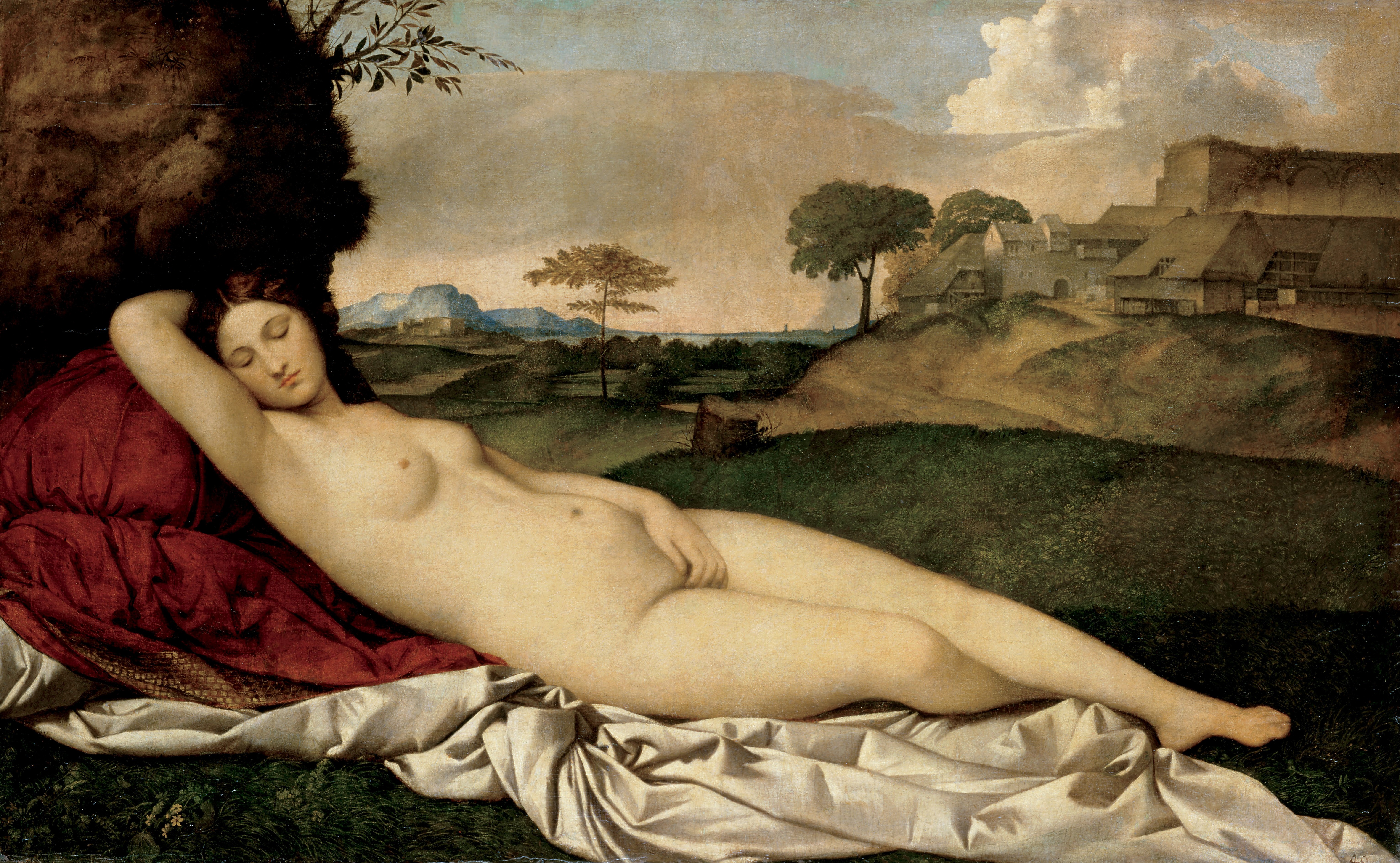
『眠れるヴィーナス』（1510年頃）
アルテ・マイスター絵画館（ドレスデン）

ジョルジョーネの作品中もっとも重要で代表作といわれるのは、ドレスデンのアルテ・マイスター絵画館が所蔵する『眠れるヴィーナス』である。極めて優美で音楽的ともいえる曲線の画面構成で静謐な官能性を表現しており、女神が横たわる白い布と背景に描かれた清新な風景が調和して、女神の神性を描き出している。ただ一人の裸婦を屋外に描いたこの作品は革新的な絵画と考えられており、屋外の描写は眠り込んでいる女神にさらなる神秘性を付与している。
この絵画を最初にジョルジョーネの作品であるとしたのは19世紀のイタリア人美術史家、政治家ジョヴァンニ・モレッリである。『眠れるヴィーナス』はヴェネツィアのマルチェロ邸に飾られていたことがあり、ヴェネツィア貴族マルカントニオ・ミキエルが残したヴェネツィアを始め北イタリアの美術品の貴重な記録『美術品消息』(1521年 - 1543年) にも記載があり、17世紀にジョルジョーネの伝記を書いたカルロ・リドルフィもこの作品を目にしている。ミキエルの『美術品消息』には『眠れるヴィーナス』は未完成の作品で、さらに背景にはキューピッドが描かれていたが、キューピッドは後に修復されたときに消され、未完成のまま残されたこの絵画をジョルジョーネの死後にティツィアーノが完成させたという記録がある。『眠れるヴィーナス』はティツィアーノの『ウルビーノのヴィーナス』や、他のヴェネツィア派の画家たちの原点ともいえる絵画だが、ジョルジョーネのこの作品を上回る評価を得た画家は現れなかった。

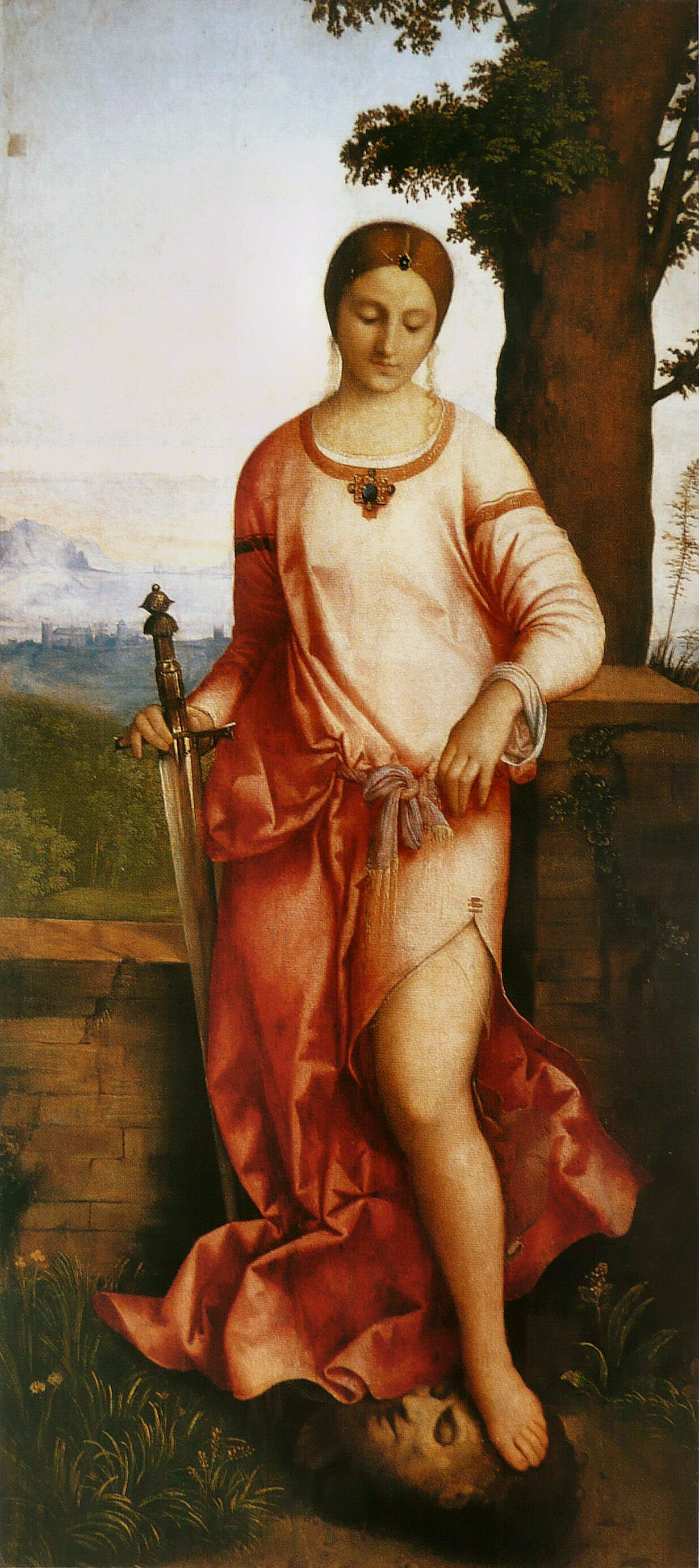
『ユディト』（1504年頃）
エルミタージュ美術館（サンクトペテルブルク）

理想化された女性という『眠れるヴィーナス』と同様の構想で描かれたのが、エルミタージュ美術館所蔵の『ユディト』である。哀愁を帯びた作風で描かれたこの大きな絵画には、ジョルジョーネの特質である優れた色彩感覚と叙情的な風景描写が表現され、生と死が表裏一体のものであることを描き出してる。
祭壇画とフレスコ画以外で現存しているジョルジョーネの作品は、富裕層のヴェネツィア人邸宅に飾るのに手ごろなサイズの絵画ばかりで長辺60cm程度のものが多い。15世紀後半のイタリアではこのような小さな絵画を扱う市場が隆盛し、同時期のネーデルラントよりも機能していた。ジョルジョーネはこういった絵画市場の発展に寄与した最初の有力イタリア人画家だったが、ジョルジョーネの死後まもなく、社会の隆盛と巨大な邸宅を持つ王侯貴族からの依頼などの理由で絵画のサイズは大きくなっていった。

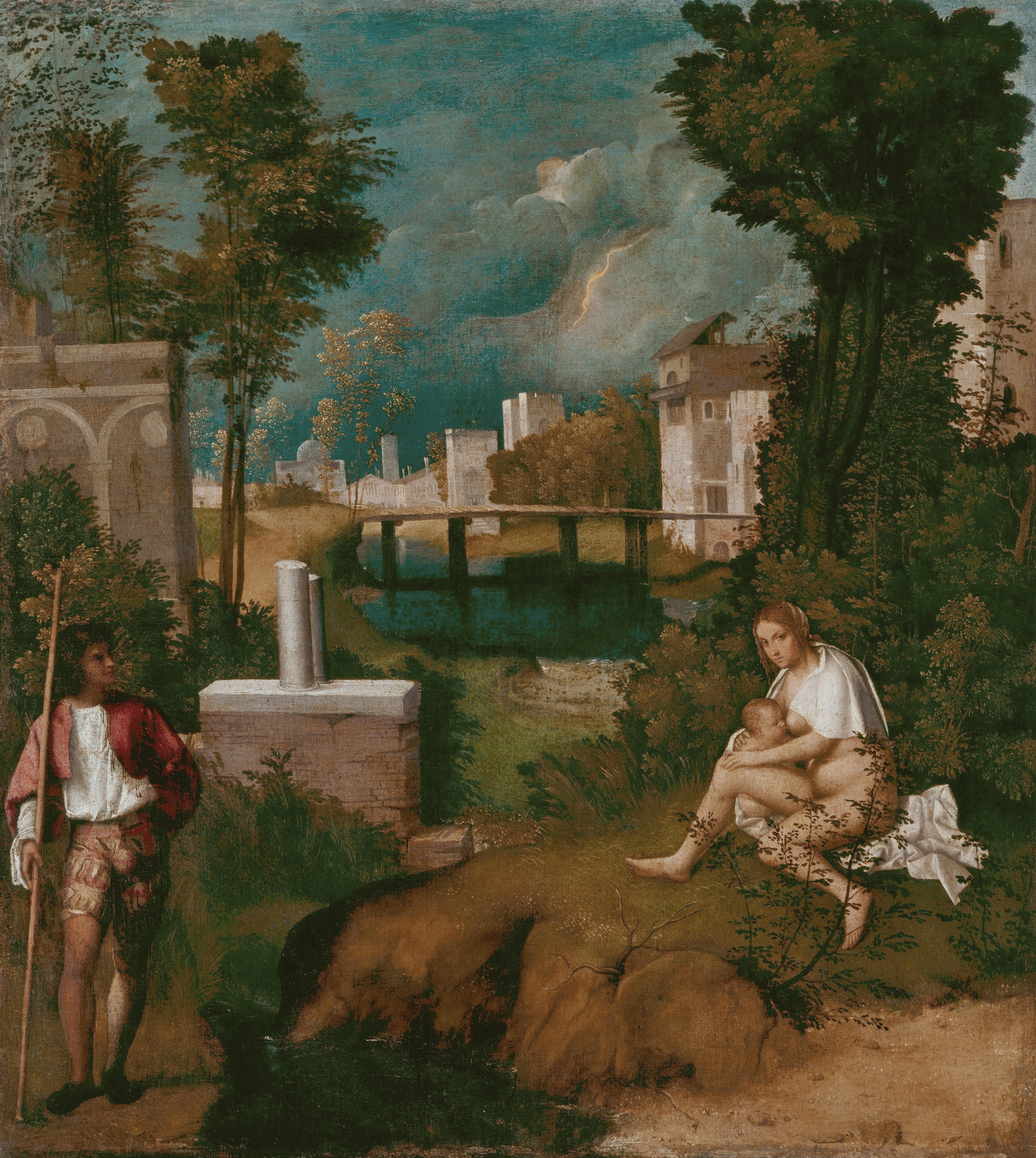
『テンペスタ』 （1508年頃)
アカデミア美術館（ヴェネツィア）

ヴェネツィアのアカデミア美術館が所蔵する、『テンペスタ』（日本では日本語訳の『嵐』とも呼ばれる）は西洋美術史上最初の風景画ともいわれている。この作品が何を意図して描かれたものなのかは不明だが、ジョルジョーネが持つ優れた技術を明確に見てとることができる。川の両岸に兵士と乳児に母乳を与える母親が配置され、壊れた建物と近づく嵐が描かれている。こういった多くの象徴が表現された『テンペスタ』の解釈について多くの見解があるが、定説といえるものはない。都会と田舎、男性と女性といった双対関係で構成されているのではないかという説もあったが、X線のよる精査の結果、もともとのヴァージョンでは左側に描かれていたのは兵士ではなく座った裸婦像であったことから、現在ではこの説は支持されていない。
暗く口をあけた洞窟の周りに三人の人物が描かれた,ウィーン美術史美術館所蔵の『三人の哲学者』も謎に満ちた絵画で、ジョルジョーネの真作とは認めない研究者もいる。プラトンが唱えた「洞窟の比喩」あるいは『新約聖書』の東方の三博士が描かれていると解釈されることがあるが、この作品には他のジョルジョーネの典型的な作品の風景に描かれているような、ぼんやりとした光で表現される叙情的な雰囲気は見られない。この点についてはジョルジョーネが「人、衣服、樹木、岩、木の葉を明確に描き分けようとした結果」であるという近年の説もある。この作品における明確な輪郭の欠如と風景の表現方法は、ルーブル美術館所蔵の『田園の奏楽』と比較されることが多い。
ジョルジョーネとその弟子ともいわれる若きティツィアーノが肖像画の分野に大きな変革を与えた。ティツィアーノが若いころの作品とジョルジョーネ自身の作品を正確に判別するのは非常に困難で、ときに不可能とさえいえる。ジョルジョーネは作品に署名を残しておらず、正確な制作年月日が判明している作品も1点のみである。唯一、制作年月日が1506年7月1日と判明している、ウィーンの美術史美術館が所蔵する若い女性の肖像画『ラウラ』は「後期の作風」で描かれており、その品格、清澄さ、精緻な性格描写で、他の作品と明確に区別できる。ベルリンのアルテ・ピナコテークが所蔵する『若い男性の肖像』も美術史家たちから「静謐な男性の表情が言葉にできないほどに繊細に描かれ、深い立体感あふれる表現がなされている」と高く評価されている。
ジョルジョーネ作といわれている肖像画のなかには、注文記録などによって明確に来歴が残っているとされる作品もある。しかしながら注文記録の多くはその作品の雰囲気や様子が書かれているのみで、ジョルジョーネに影響を受けその作風を真似た絵画の多くに当てはまり、さらには必ずしもモデルとなった人物に作品が売られたとは限らないことを念頭に置かねばならない。ジョルジョーネが描いた宗教的寓意を持たない肖像画は単に注文記録の情報から判別するのは非常に困難で、その記録と絵画との詳細な照会と綿密な調査が必要なのである。多くの美術史家は「記録からジョルジョーネの作品を判別するのは著しく困難である。もっともよい方法は、ジョルジョーネ特有の革新的な作風が見られるか、16世紀前半の宗教的寓意を持たずに描かれたヴェネツィア絵画の、ほとんど全ての特徴である学問的あるいは文学的要素の欠如を調べることである」としている。

## 作品の特定

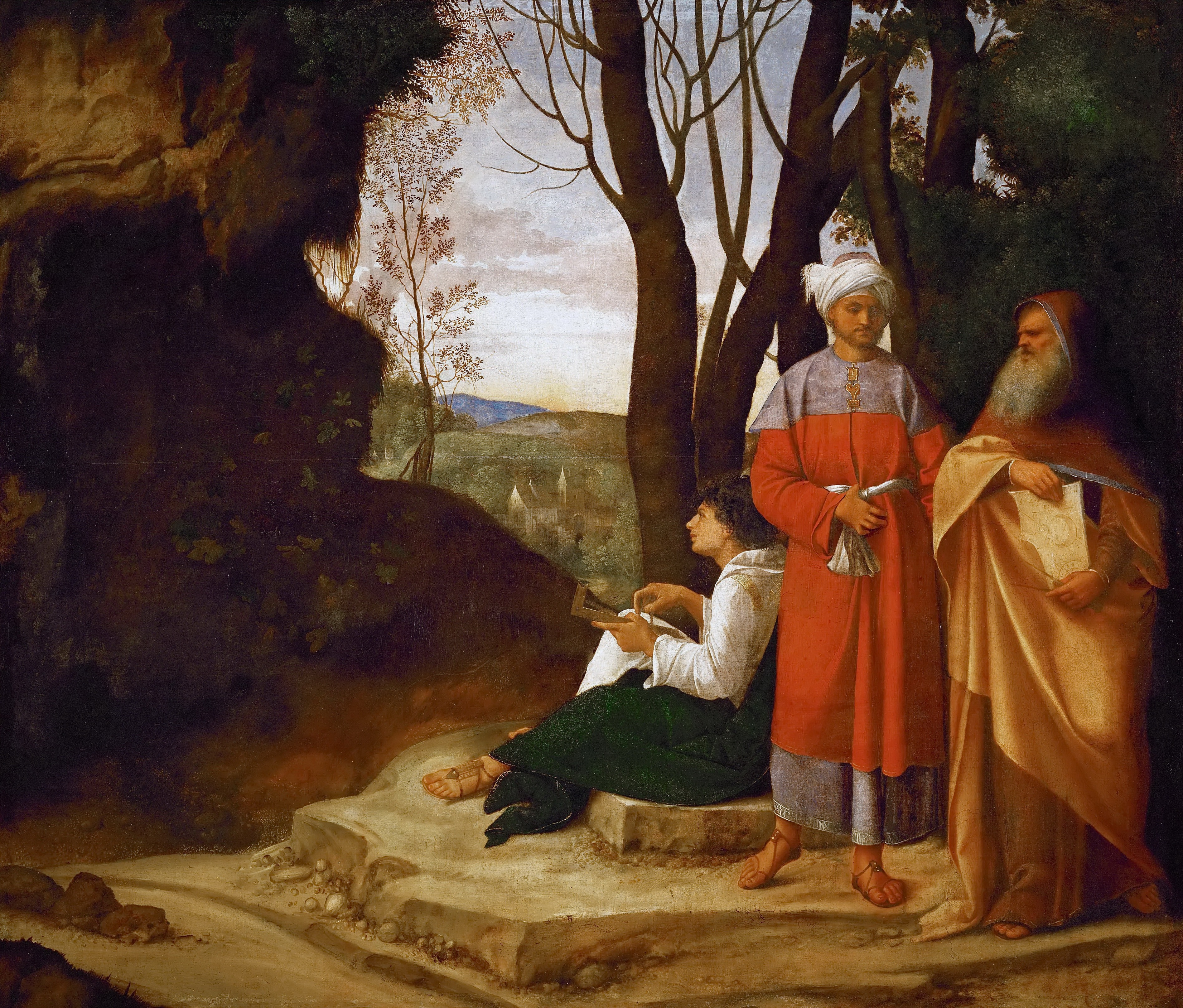
『三人の哲学者』（1507年頃）
美術史美術館（ウィーン）
ミキエルがジョルジョーネ作でセバスティアーノ・デル・ピオンボが完成させたと記録している絵画。ティツィアーノもこの絵画の完成に関わっているとする現代の美術史家もいる。

ティツィアーノの真作を判断するのが困難な理由として、その死後に他の画家たちによって最終的な完成を見た作品があることと、当時からティツィアーノの評価があまりにも高かったことから、他の画家の作品であってもティツィアーノ作の絵画であるとした間違った記録が残っていることがあげられる。残っている絵画に関する当時の記録は教会や王侯からの依頼記録が大部分で、一般家庭向けのジョルジョーネの小作品に関するような記録はほとんどない。他の画家によるこういった小作品の制作はジョルジョーネの死後数年間続けられ、さらには16世紀半ばごろから精巧な贋作が描かれるようになった。

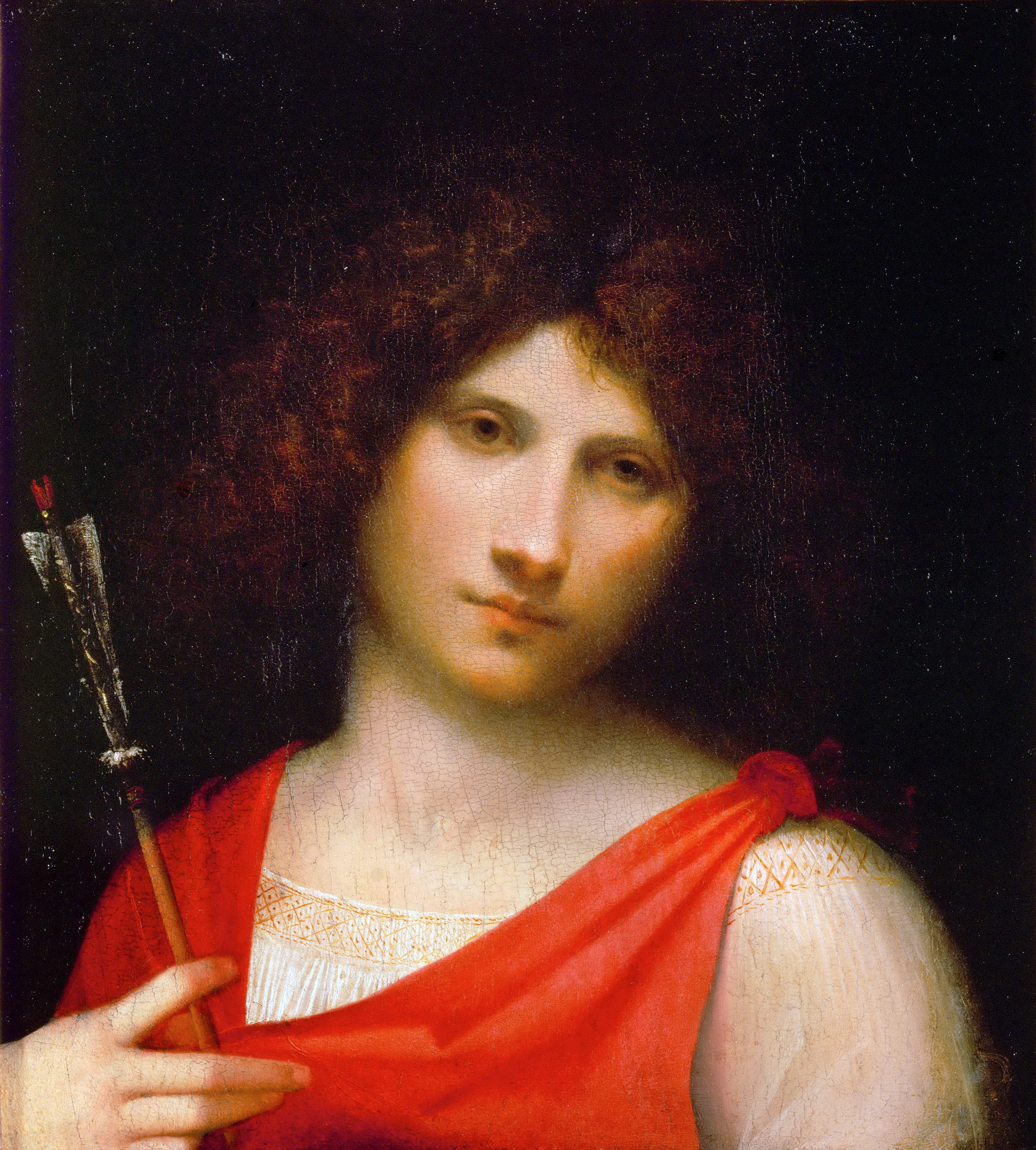
『矢を持つ少年』（1506年頃）
美術史美術館（ウィーン）

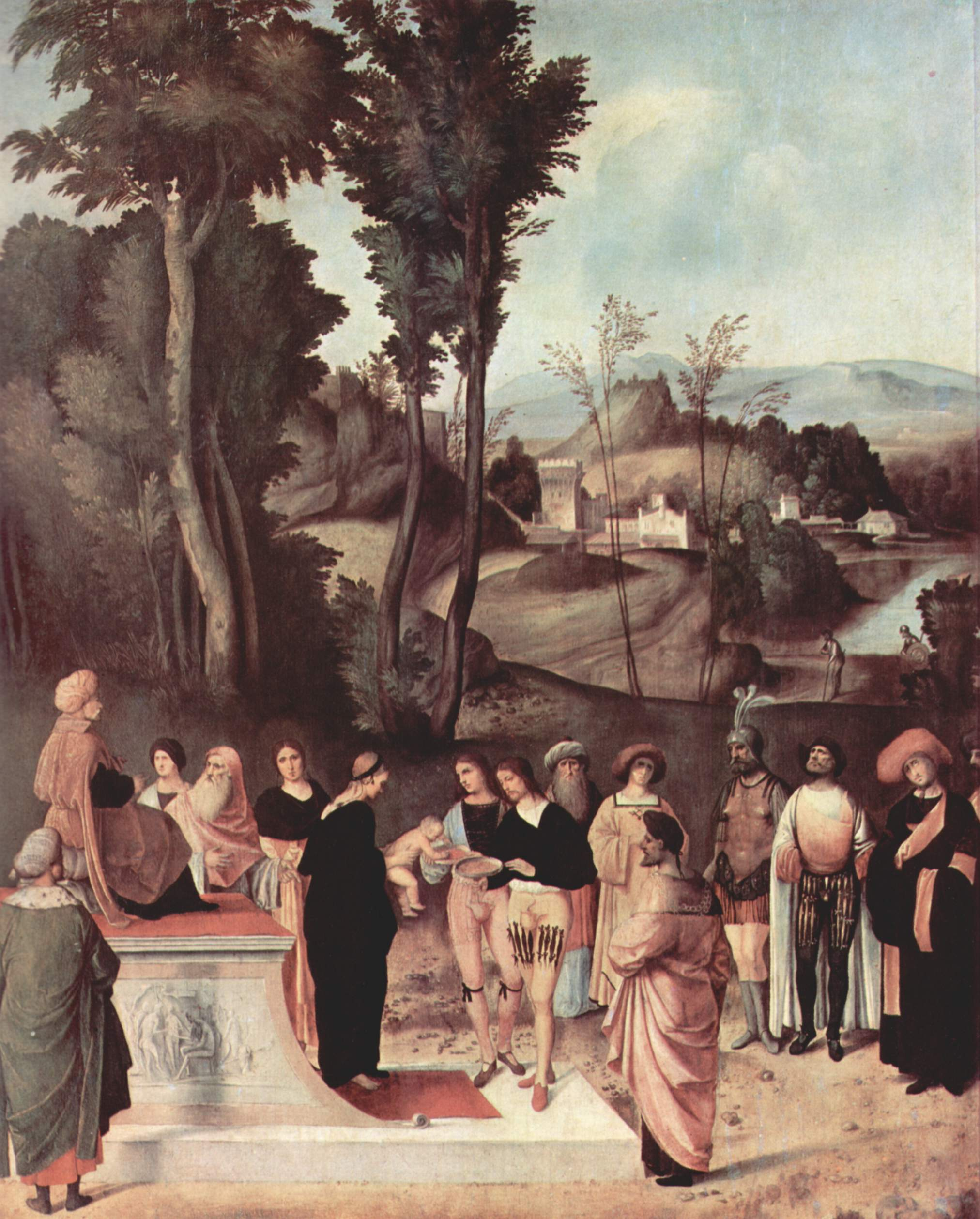
『モーゼの火の試練』（1500年頃）
ウフィツィ美術館（フィレンツェ）

作品の特定における主要な記録はヴェネツィア貴族マルカントニオ・ミキエルが1525年から1543年に書いた『美術品消息』で、12点の絵画と1点のドローイングについてジョルジョーネの作品であるとしている。このうち現存する5点の絵画については、多くの美術史家から間違いなくジョルジョーネの作品であると認定されている。その5点の絵画とは『テンペスタ』、『三人の哲学者』、『眠れるヴィーナス』、『矢を持つ少年』、そして異論も出ているが『フルートを持つ歌手』である。ミキエルは『三人の哲学者』はセバスティアーノ・デル・ピオンボが、『眠れるヴィーナス』はティツィアーノが、それぞれジョルジョーネの死後に完成させたと書いている。『眠れるヴィーナス』はティツィアーノが背景の風景画を完成させたと現在の美術史家からも認められているが、『三人の哲学者』はデル・ピオンボに加えてティツィアーノも関係しているのではいかと考える美術史家もいる。『テンペスタ』はジョルジョーネだけの手で完成させたと広く認められている唯一の絵画である。その他にジョルジョーネの生まれ故郷カステルフランコの聖堂にある『玉座の聖母子と聖リベラーレ、聖フランチェスコ』と呼ばれることもある『カステルフランコ祭壇画』もジョルジョーネの真作であるという評価が高い絵画だが、ドイツの倉庫に描かれていた祭壇画の一部だったとする説もある。ウィーンの美術史美術館所蔵の『ラウラ』には絵画裏面ではあるが、唯一ジョルジョーネ自身の署名と制作日付が残されている。フィレンツェのウフィツィ美術館所蔵の『モーゼの火の試練』ともう1点の作品も、初期のジョルジョーネの作品であろうといわれている。
ジョルジョ・ヴァザーリの著作『画家・彫刻家・建築家列伝』でジョルジョーネ作とされている絵画の検証はより複雑である。1550年の初版では、現在ヴェネツィアのサンロッコ同信会館が所蔵する『十字架を担うキリスト (en:Christ Carrying the Cross (Titian))』がティツィアーノ作であると書かれているが、1568年に最終的に完成する第二版では1565年の時点ではジョルジョーネ作、1567年の時点ではティツィアーノ作となっている。ヴァザーリは1565年から1567年にかけてヴェネツィアを訪れており、このときに異なる二種類の情報を入手しているのではないかといわれている。ジョルジョーネの作品かティツィアーノの若いころの作品かで議論となり判断が出来ないのは、ルーブル美術館所蔵の『田園の奏楽』も同様で、2003年には「ルネサンス期のイタリア美術品の作者の特定で、もっとも激しい議論の的となるのはこの問題だろう」といわれたこともある。

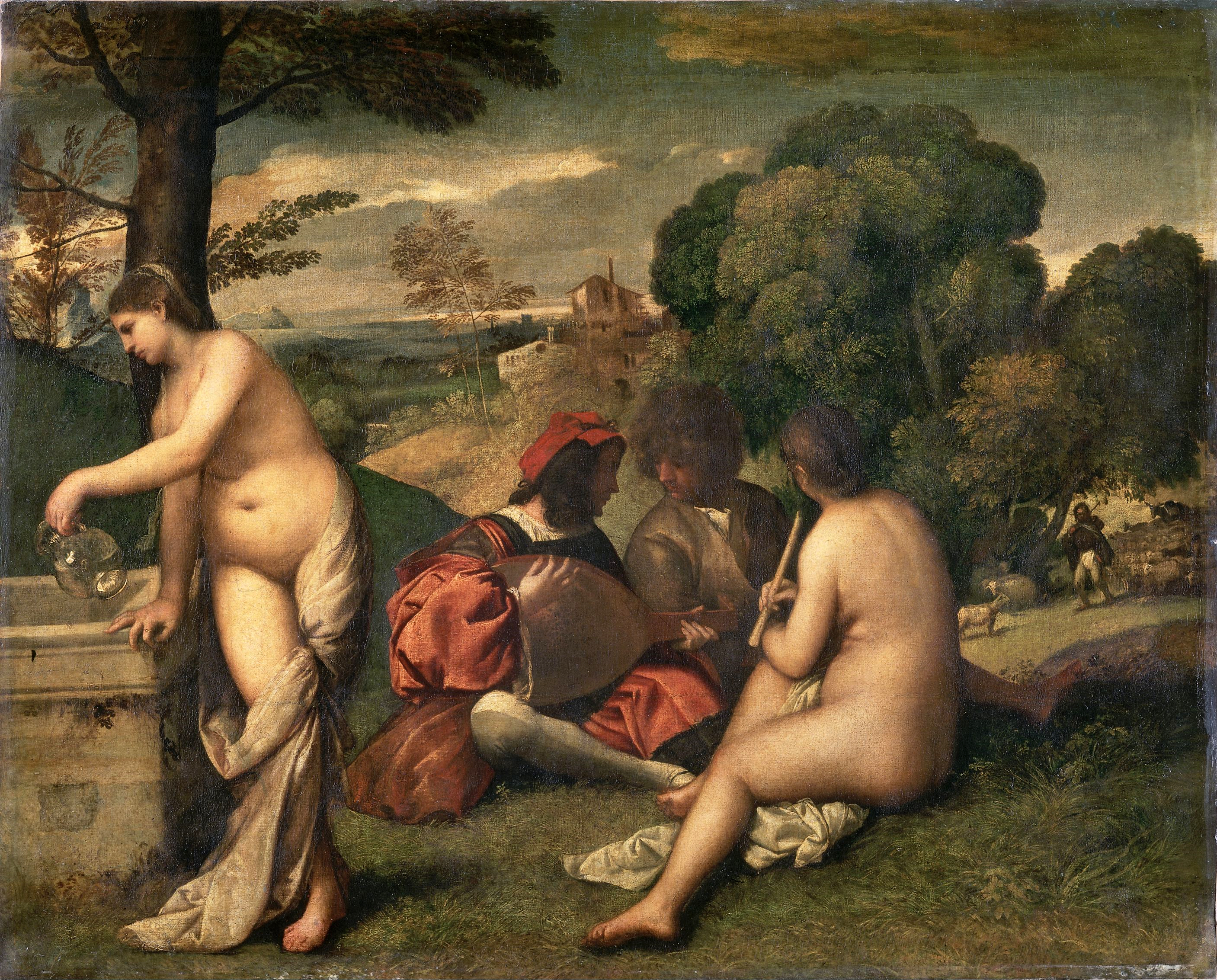
『田園の奏楽』（1509年頃）
ルーブル美術館（パリ）
現在ではティツィアーノ作として展示されている

『田園の奏楽』はプラド美術館が所蔵する『聖母子とパドヴァの聖アントニウス、聖ロクス』と作風が非常によく似ており、チャールズ・ホープによれば「ティツィアーノではないかといわれることが多い絵画で、何度も指摘されているように初期のティツィアーノの作品と酷似していることは明らかだ。ジョルジョーネ作とするのは無理があるように思える。しかしながら、専門的知識を駆使し、今までに知られているティツィアーノの経歴を精査したとしても、これらの作品がティツィアーノの初期の作品であると断言することは、誰にも出来ないだろう。『田園の奏楽』やそれによく似た絵画の作者は二人のどちらでもなく、より無名のドメニコ・マンチーニにしないかと提案したいくらいだ」としている
イタリア人版画家ジュリオ・カンパニョーラ（1482年頃 - 1515年頃）が残した版画も、ジョルジョーネとティツィアーノの作品の判断材料に使用されることがある。カンパニョーラはジョルジョーネ風の版画の制作者として著名で、ジョルジョーネとティツィアーノの絵画をモデルとして多くの版画を制作したのではないかと考えられており、実際にカンパニョーラが残した版画に二人の名前が記載されているものも存在している。

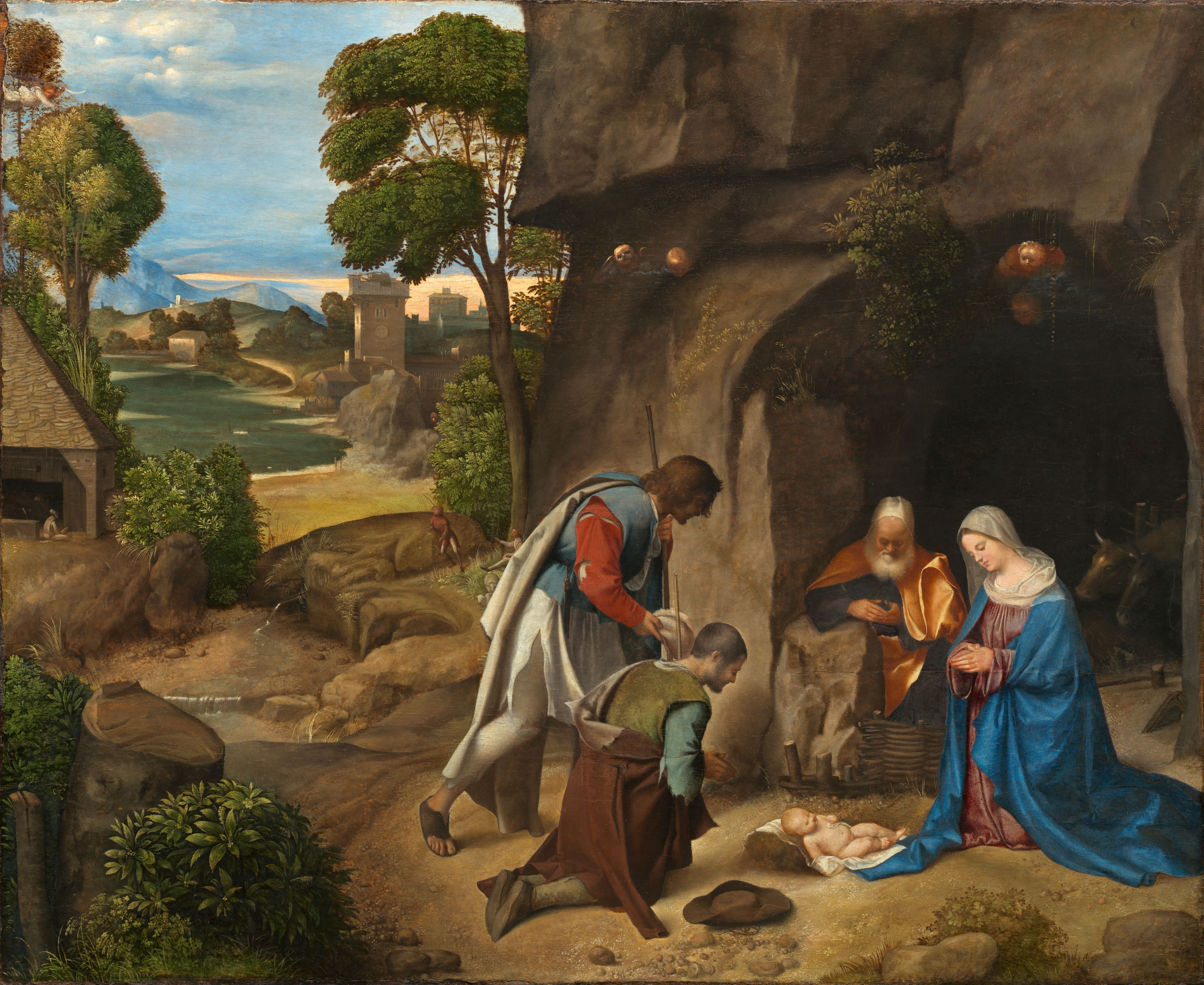
『羊飼いの礼拝』（1505年頃）
ナショナル・ギャラリー（ワシントン）
この絵画にちなんで「アレンデール・グループ」という名称がつけられた

夭折したジョルジョーネの画家としてのキャリアは短いが、キャリア初期の絵画で「アレンデール・グループ (Allendale group)」と総称される数点の作品がある。ワシントンのナショナル・ギャラリーが所蔵する『羊飼いの礼拝』の英語名称『アレンデールの降誕 (Allendale Nativity)』から命名されたもので、このグループには同じくナショナル・ギャラリー所蔵の『聖家族』、ロンドンのナショナル・ギャラリーが所蔵する『東方三博士の礼拝』が含まれ、さらにワシントンの『羊飼いの礼拝』に酷似した、ウィーン美術史美術館所蔵の別バージョンともいえる『羊飼いの礼拝』も含まれることがある。アレンデール・グループの絵画はセットとして扱われており、全てジョルジョーネの真作とみなされることが多いが、逆に全てジョルジョーネの作品ではないとされることもある。ワシントンの『羊飼いの礼拝』は1930年代に大論争の的になった。著名な画商ジョゼフ・デュヴィーン (en:Joseph Duveen, 1st Baron Duveen) が『羊飼いの礼拝』をジョルジョーネの真作だとしてアンドリュー・メロンに売却したが、デュヴィーンの友人でルネサンス絵画の専門家だったバーナード・ベレンソンがこの絵画はティツィアーノの初期の作品だと強く反論したのである。ベレンソンはジョルジョーネの真作を精査し、その数を12点程度とする説に重要な役割を果たしたことがある学者だった。
ジョルジョーネは存命時から高く評価され続け、イタリア屈指の芸術家という名声を受けていたにもかかわらず、多くの絵画がジョルジョーネ作ではなく別の画家による作品であるとみなされてきた。エルミタージュ美術館の『ユディト』は長い間ラファエロの作品と見なされており、『眠れるヴィーナス』はティツィアーノの作品とされていた。19世紀の終わりにジョルジョーネの再評価の動きが大きくなり、逆に他の画家の絵画がジョルジョーネの作品であると誤認識されるようになってしまい、とくに肖像画が大量にジョルジョーネの作品だと認定された。1世紀前にジョルジョーネ作だと認定された絵画のうち現在でもジョルジョーネ作と認められている作品は皆無ではあるが、ジョルジョーネの絵画を巡る論争は現在でも当時に増して激しくなっている。現在のこのような論争は背景に風景が描かれた作品と、肖像画の二つに大別できる。アメリカの美術史家でコロンビア大学教授デヴィッド・ロサンドの1997年の著書によれば「アレッサンドロ・バラリンの急進的な真作認定（1993年のパリでの展覧会）とマウロ・ロッコの著作（1996年）によって、ますます致命的なまでに混乱を極めている」としている。2004年にウィーンとヴェネツィアで、2006年にワシントンで開催された大規模な展示会が、美術史家たちにジョルジョーネ作かどうかが争点となっている絵画を一度に目にする機会を与えた（外部リンク参照）。

## 評価
33歳という若さで亡くなったジョルジョーネだが、その死後もティツィアーノや17世紀の画家たちに大きな影響を与え続けた。ジョルジョーネは下絵をせずに絵画を描き、感傷的な表現をその作品に持ち込むことはなかった。風景と人物が一体となった絵画を描いた最初の画家で、宗教、寓意、歴史などの意味を持たない小作品という新しい絵画ジャンルの創始者となった。鮮やかにきらめき、そして溶け合うような色彩感覚を身につけた画家であり、その作品は全てのヴェネツィア絵画を代表する絵画となっていった。

## ジョルジョーネ作の可能性が高いとされる絵画

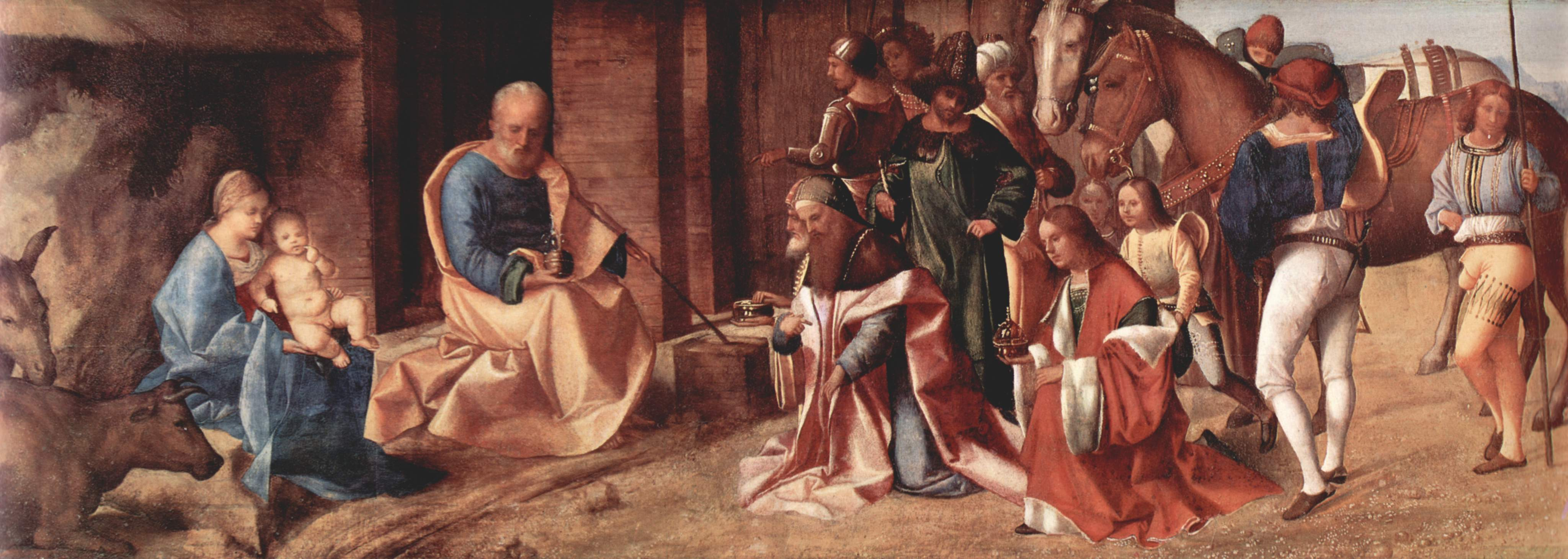
『東方三博士の礼拝』 ナショナル・ギャラリー（ロンドン）, 1500年 - 1510年 「アレンデール・グループ」の一枚
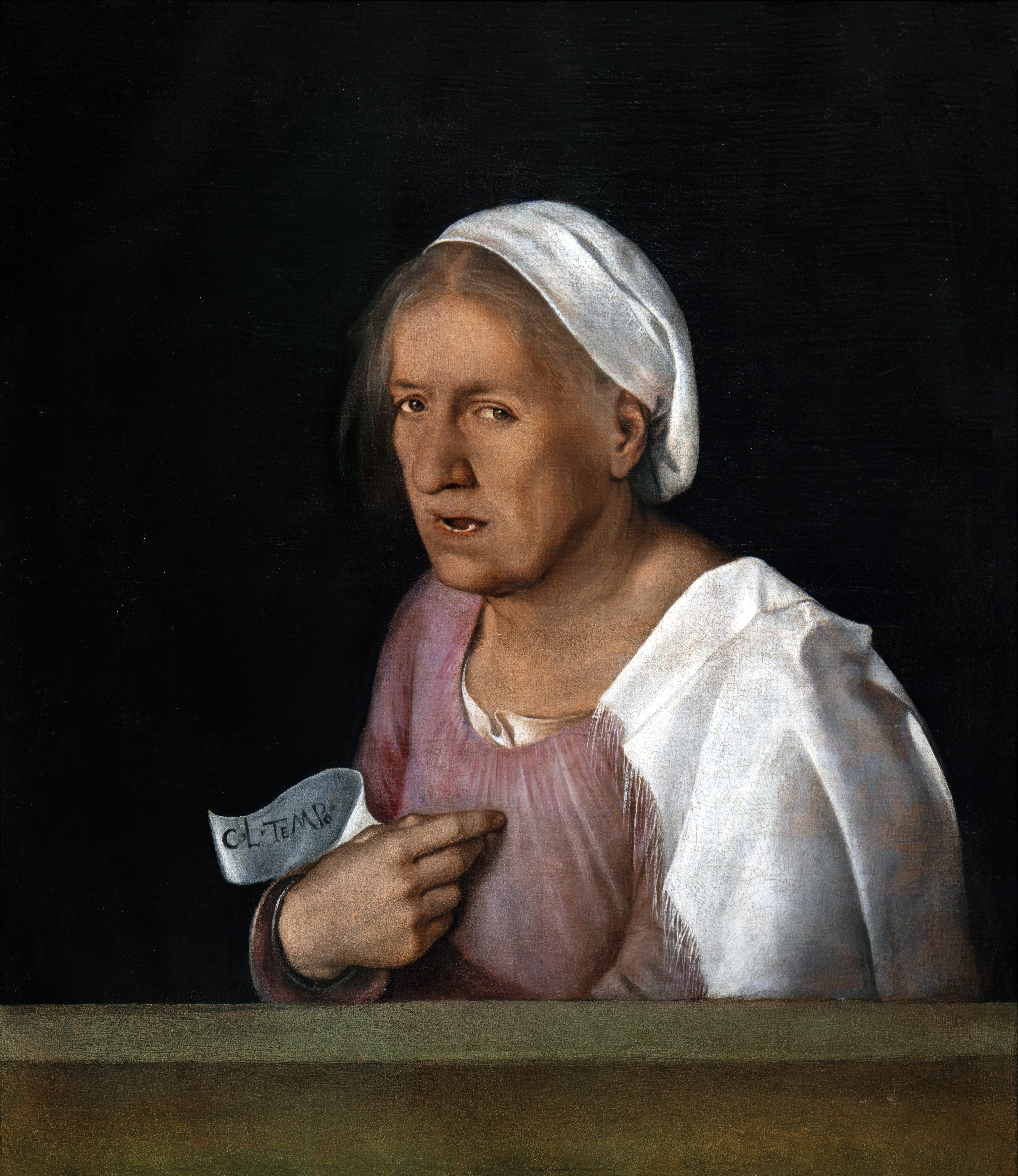
『老女 (ラ・ヴェッキア)』 アカデミア美術館（ヴェネツィア）, 1500年 - 1510年
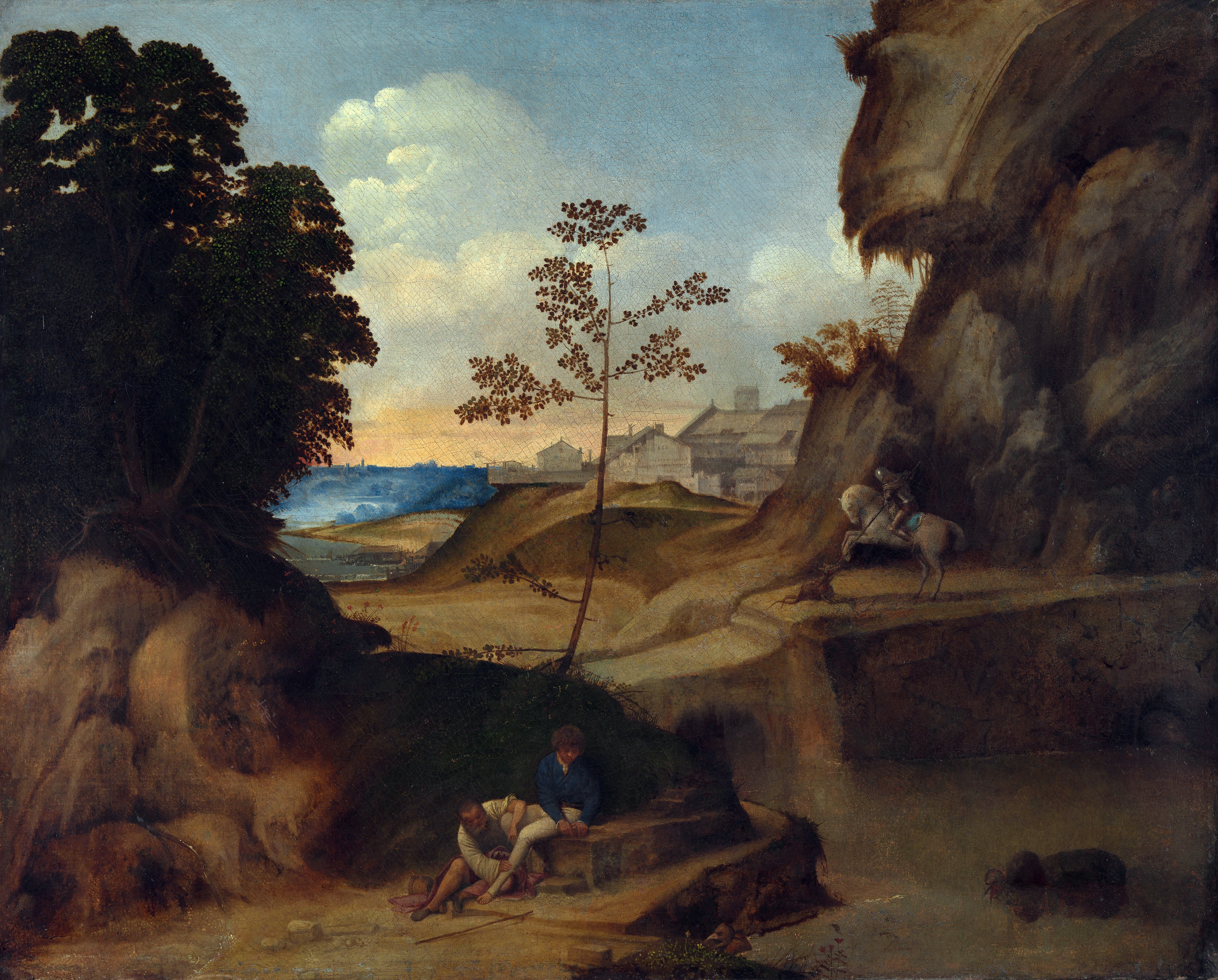
『日没』 ナショナル・ギャラリー（ロンドン）, 1500年 - 1510年 異論も多い作品
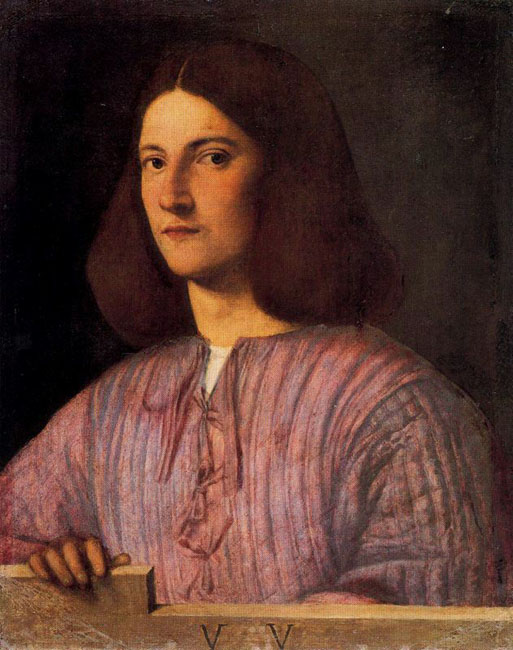
『ジュスティニアーニの肖像』 絵画館（ベルリン）, 1503年頃
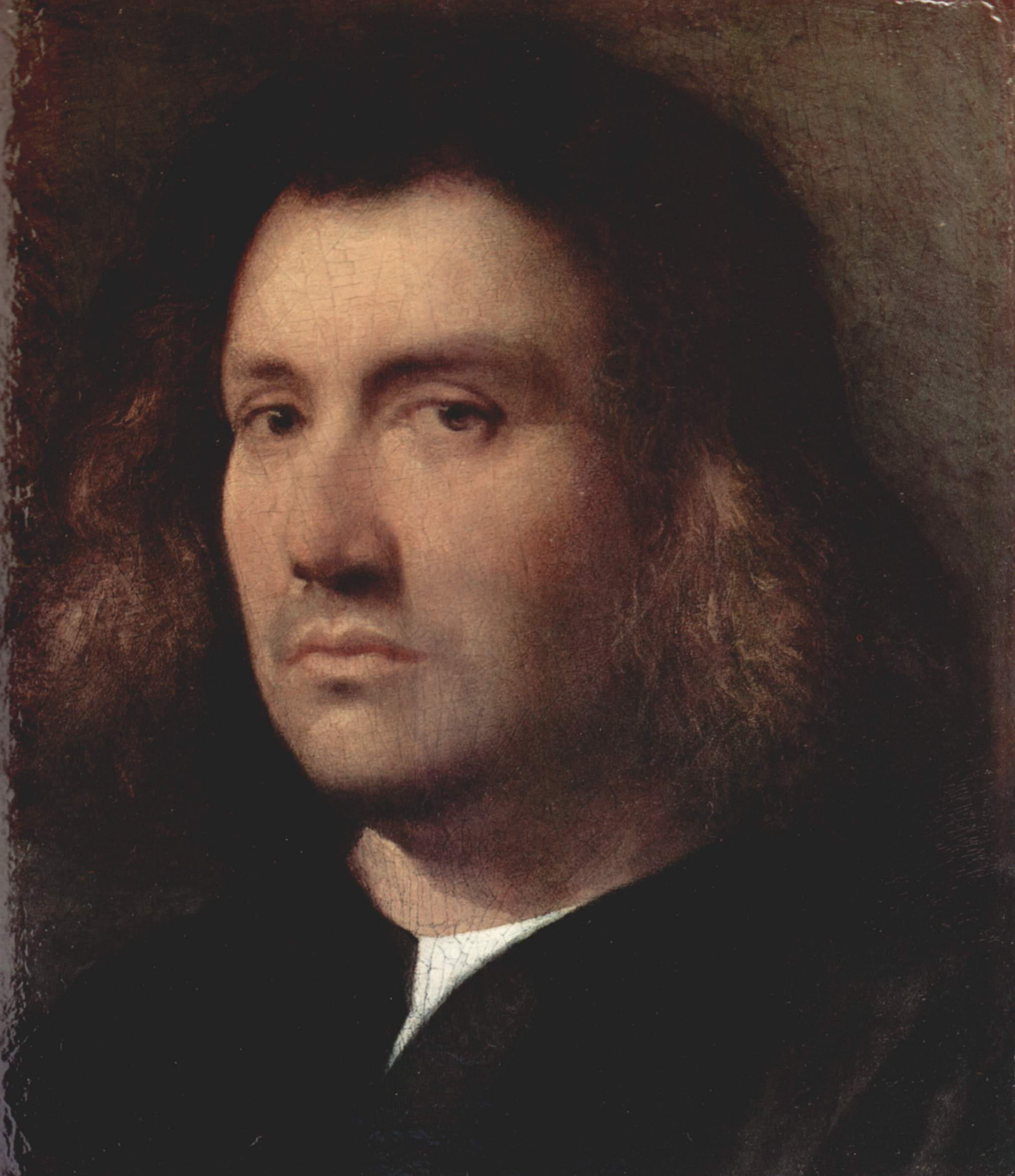
『男性の肖像』 サンディエゴ美術館（カリフォルニア）, 1508年頃
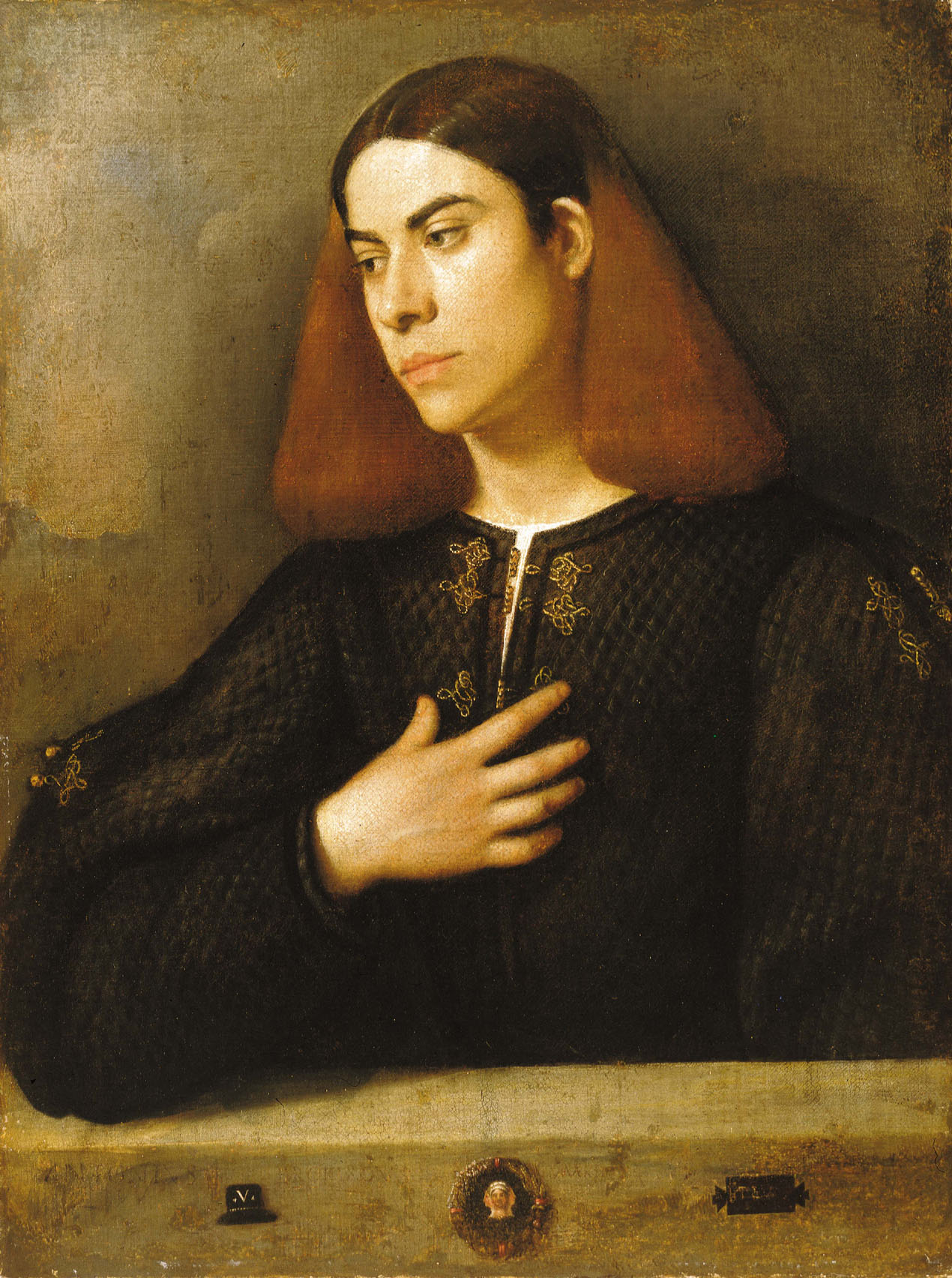
『若者の肖像』 国立ブダペスト美術館（ブダペスト）, 1510年頃 保存状態があまりよくない
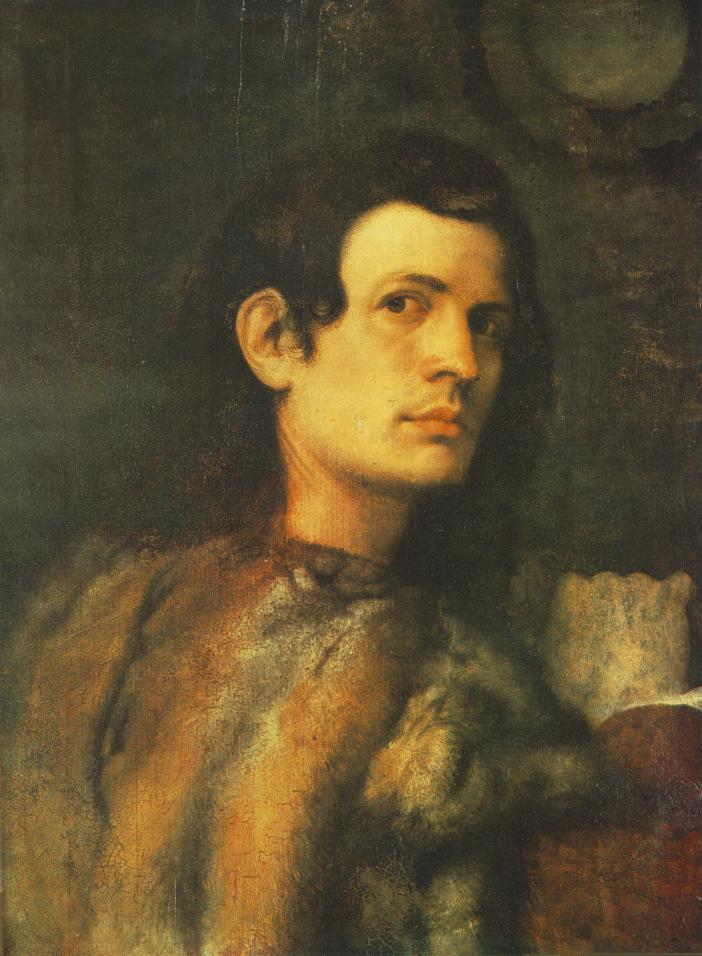
『ヴェネツィア紳士の肖像』 アルテ・ピナコテーク（ミュンヘン）, 1508年頃 ティツィアーノ作ではないかとも言われる
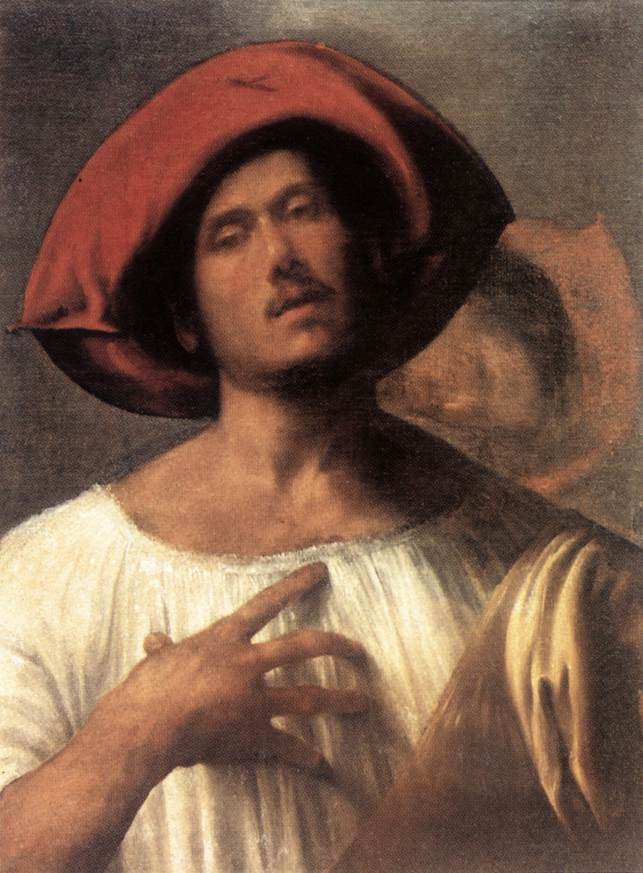
『歌手』 ボルゲーゼ美術館（ローマ）, 1508年 - 1510年頃

## 関連文献
- The Complete Paintings of Giorgione. Introduction by Cecil Gould. Notes by Pietro Zampetti. NY: Harry N. Abrams. 1968.
- Giorgione. Atti del Convegno internazionale di studio per il quinto centenario della nascita (Castelfranco Veneto 1978), Castelfranco Veneto, 1979.
- Silvia Ferino-Pagden, Giorgione. Mythos und Enigma, Ausst. Kat. Kunsthistorisches Museum Wien, Wien, 2004.
- Sylvia Ferino-Pagden (Hg.), Giorgione entmythisiert, Turnhout, Brepols, 2008.
- Unglaub, Jonathan. "The Concert Champêtre: The Crises of History and the Limits of the Pastoral." Arion V no.1 (1997): 46-96.